# Ophiosphalma
Ophiosphalma is een geslacht van slangsterren uit de familie Ophiolepididae.

## Soorten
- Ophiosphalma archaster (Lyman, 1878)
- Ophiosphalma armatum (Koehler, 1922)
- Ophiosphalma armigerum (Lyman, 1878)
- Ophiosphalma atlanticum (Hertz, 1927)
- Ophiosphalma cancellatum (Lyman, 1878)
- Ophiosphalma corticosum (Lyman, 1878)
- Ophiosphalma diomedeae (Lütken & Mortensen, 1899)
- Ophiosphalma dyscritum H.L. Clark, 1941
- Ophiosphalma elegans (Koehler, 1897)
- Ophiosphalma elii (A.H. Clark, 1949)
- Ophiosphalma familiare (Koehler, 1897)
- Ophiosphalma fimbriatum (Koehler, 1922)
- Ophiosphalma glabrum (Lütken & Mortensen, 1899)
- Ophiosphalma impotens (Koehler, 1922)
- Ophiosphalma jolliense (McClendon, 1909)
- Ophiosphalma laqueatum (Lyman, 1878)
- Ophiosphalma monoplax (H.L. Clark, 1915)
- Ophiosphalma nitidum (H.L. Clark, 1939)
- Ophiosphalma properum (Koehler, 1904)
- Ophiosphalma regulare (A.H. Clark, 1936)
- Ophiosphalma serratum (Lyman, 1878)
- Ophiosphalma spinigerum (Mortensen, 1933)
- Ophiosphalma spinulosum (Koehler, 1922)
- Ophiosphalma variabile (Lütken & Mortensen, 1899)